# Valērijs Afanasjevs
Valērijs Afanasjevs (Daugavpils, 20 settembre 1982) è un ex calciatore lettone, di ruolo centrocampista.

## Carriera
Ha giocato nella prima divisione lettone.

## Palmarès

### Club

#### Competizioni nazionali
- Coppa di Lettonia: 2

Daugava: 2008
Liepāja: 2017
- Campionato lettone: 1

Liepāja: 2015
- 1. Līga: 1

BFC Daugavpils: 2018